# دیوآلبالو
دیوآلبالو یا بارانک خاکستری (نام علمی: Sorbus aria) یک درخت برگریز اروپایی و تقریباً
شرقی گونه‌ای از سرده بارانک‌ها است.